# 董德明
董德明（1506年—？年），字汝哲，號東庄，廣西護衛中所軍籍湖廣黃岡縣人。

## 生平
十月初三日生，行七，治《禮記》，由國子生中式廣西鄉試第四名舉人，年二十七歲中式嘉靖十一年壬辰科會試第三百六名，第三甲第一百五十一名進士。觀禮部政，授南昌府推官，陞戶部主事，員外郎，郎中，處州府知府，山東曹濮兵备副使，河南右參政。

## 家族
曾祖董繼宗；祖董春；父董勉，義官；母郭氏。重慶下，妻劉氏，兄德順；德純（教諭）；德茂，弟德潤；德宏；德昇。